# Caecum cooperi
Caecum cooperi, tên tiếng Anh: Cooper's Atlantic caecum, là một loài ốc biển nhỏ, là động vật thân mềm chân bụng sống ở biển trong họ Caecidae.

## Miêu tả
Độ dài vỏ lớn nhất ghi nhận được là 6.1 mm.

## Môi trường sống
Độ sâu nhỏ nhất ghi nhận được là 0 m. Độ sâu lớn nhất ghi nhận được là 73 m.